# 天京攻防戦

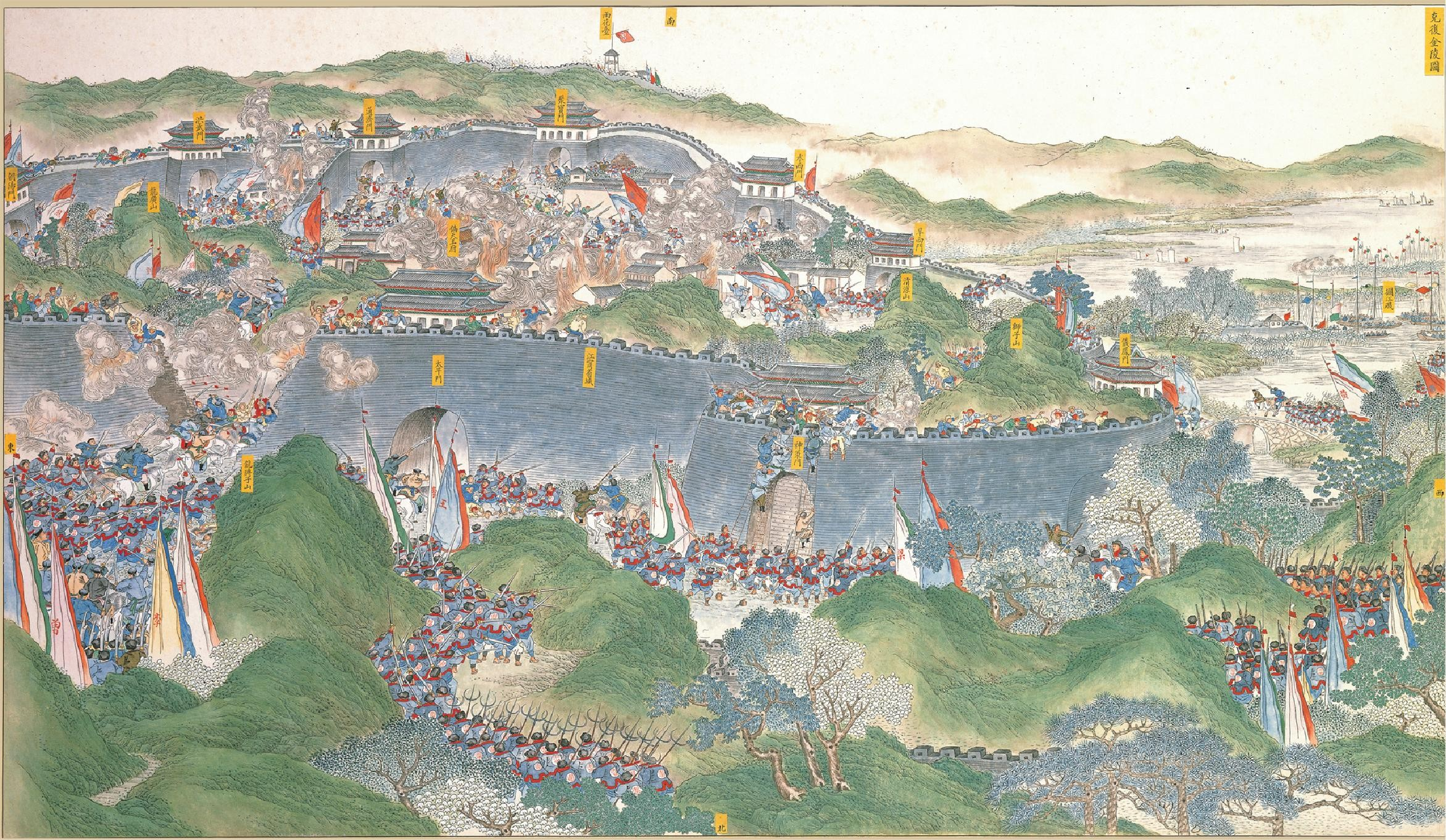
天京攻防戦

天京攻防戦（てんけいこうぼうせん）は、清軍と太平天国軍との戦い。天京とは現在の南京で太平天国の首都。1864年のこの戦いは太平天国が帝国としての形を保った最後の戦いであった。

## 前哨戦
1863年6月に浙江提督鮑超は九洑洲を取り、太平天国軍は長江北岸の支配権を失った。鮑超は長江を渡河し、天京の神策門の外側に陣を敷いた。9月に曽国藩の弟の曽国荃が攻撃を開始し、市の南東の上方橋と南西の江東橋を奪取した。曽国荃は郊外への攻撃を続け、11月初旬には上方門・高橋門・双橋門・七橋甕・秣陵・中和橋を確保した。これにより太平天国軍は紫金山の南東の地域をすべて失った。11月中旬には淳化・解渓・龍都・湖熟・三岔鎮が清の支配下に入った。同時に水師提督彭玉麟とその部下の楊岳斌は高淳を占拠して鮑超軍を援護した。11月下旬に溧水の太平天国の守備隊は清軍に降伏した。その結果、太平天国軍は天京の8キロ内の広大な地域から退いた。11月25日は曽国荃とその部下の蕭慶衍は明孝陵に軍を進めた。こうして天京と外部の連絡は神策門と太平門のみとなった。
12月20日に忠王李秀成が丹陽から天京に戻り、天王洪秀全に天京を放棄するように勧めたが、その提案は洪秀全の採用するところとならなかった。洪秀全は彼と神に逆らう者は誰であろうと処刑すると布告した。これによって太平天国軍の中に不満が広がり、20万の兵が天京から逃走するか清軍との戦闘で降伏した。1864年2月28日に紫金山の頂上の天堡城が陥落した。3月2日に曽国荃は神策門と太平門に軍を展開させ、天京の包囲は完成した。

## 戦闘
3月12日、曽国荃は梯子を利用して最初の攻撃を試みたが、守備兵に背後から攻撃され失敗した。その後清軍は朝陽門・神策門・金川門に合計10本の坑道を掘る作戦に転換した。太平天国軍はそれに対抗して城壁の背後にさらに壁を作る作戦をとった。6月1日、洪秀全は病死した。5日後、李秀成はすべての予備兵と文官を投入することを決定したが、既に遅かった。7月3日に紫金山の地保城が陥落した。清軍はここに砲兵を配備して砲撃を行い、坑道部隊を援護した。
最終攻撃が近付いていた。7月18日、李秀成は守備兵千人に変装して坑道部隊を襲撃するように命じたが、清軍はだまされず失敗に終わった。翌日、清軍は太平門の下の坑道で爆破を行い城壁を破壊した。守備兵は防戦したが、防ぐことができなかった。清軍は4手に分かれて攻撃を開始した。王遠和軍は天王府を攻撃した。劉連捷軍は梯子によって侵入した朱南桂軍とともに神策門を攻撃し、両軍は儀鳳門を取るために西の獅子山に向かった。彭毓橘軍は通済門を攻撃した。蕭孚泗軍は朝陽門と洪武門を攻撃した。
守備兵の抵抗は頑強で市街戦は激しいものとなった。しかし朝陽門の陥落後、守備兵の士気は衰え、羅逢源軍は聚宝門から侵入し、李金洲軍は彭毓橘軍とともに通済門から侵入した。同時に黄翼升が水軍を率いて中関を取り、川岸の要塞を落とした。さらに援軍の陳湜は水西門と旱西門を落とし、夜までに全ての門は清軍の手に落ちた。
李秀成は朝の太平門での敗北ののち天王府に戻り、幼天王洪天貴福を連れて旱西門から脱出しようとした。しかし李秀成の数千の軍は背後から陳湜軍の攻撃を受け、清涼山に逃れざるを得なかった。夜、李秀成と残余の兵千人は太平門に行き、清軍に変装して、明孝陵から脱出することに成功した。清軍は略奪に忙しかったため見咎められることがなかったのである。略奪の後、街に火がつけられ7月26日まで炎上した。

## 結末
太平天国軍の指導者たちはほとんど脱出に失敗した。7月21日に列王李万材は淳化で捕えられ、同日に章王林紹璋と幼西王蕭友和が湖熟で殺害された。脱出に成功した李秀成も洪天貴福とはぐれてしまった。曽国荃は7百の騎兵で追跡させ、7月22日に李秀成は方山で捕えられた。7月28日に全軍の指揮官である曽国藩が李秀成の供述をとるために南京に到着した。李秀成は供述書が完成した8月7日に処刑された。
こうして14年に渡る太平天国の乱は終結を迎えたが、遵王頼文光は捻軍と合流し、さらに4年に渡って戦闘を継続することとなった。

## 天京（南京）虐殺
3日間の戦闘で百万の太平天国軍のうち十万が死亡し、さらに多くの負傷者を出した。清軍は太平天国軍の殲滅に続いて数多くの市民を虐殺した。曽国藩の幕僚の一人の趙烈文は『能静居士日記』において、道路には老人の遺体が大量に転がり、2、3歳の幼児も遊戯のように殺害され、40歳以下の若い婦女は拉致され、20万から30万の犠牲者が生じたと記録している。蘇瑞鏘は1937年12月の日本軍による「南京大虐殺」に対して、この事件は「湘軍版南京大虐殺」であるとしている。